# جيمس كامينغ
جيمس كامينغ هو سياسي نيوزيلندي، ولد في 1879 في بيتون في نيوزيلندا، وتوفي في 1971 في نيوزيلندا. نشط حزبياً في حزب العمال النيوزيلندي.